# Бураков, Андрей Сергеевич
Андрей Сергеевич Бураков (род. 17 июля 1988 года) — российский пловец в ластах, заслуженный мастер спорта России.

## Карьера
Андрей занимается подводным плаванием в ластах с 2000 года.
В 2002 году в польском городе Дебица Андрей Бураков стал двукратным призёром юношеского чемпионата Европы.
В 2003 году выполнил норматив мастера спорта международного класса по плаванию в ластах и стал трёхкратным чемпионом юношеского первенства мира в Южной Корее.
В 2004 году Андрей стал шестикратным победителем первенства Европы среди юниоров (Эгер, Венгрия), а также дебютировал на чемпионате мира, где стал чемпионом и рекордсменом мира среди взрослых.
По итогам 2004 года Андрей Бураков был признан лучшим спортсменом года среди юниоров Томской области, а также лучшим спортсменом-подводником среди юниоров Российской подводной федерации и всемирной конфедерации подводной деятельности (CMAS).
В 2005 году он завоевал звание чемпиона Европы, стал рекордсменом мира (Сан-Марино, Италия), шестикратным чемпионом мира среди юниоров (Островец, Польша), двукратным чемпионом всемирных игр по не олимпийским видам спорта (Дуйсбург, Германия).
В 2006 году в мужской эстафете 4×100 м плавание в ластах Андрей во второй раз стал победителем чемпионата Мира среди взрослых (г. Турин, Италия).
В течение 2007 года 5 раз становился чемпионом этапов Кубка Мира по плаванию в ластах.
В  августе 2007 года на I Всемирных играх по подводным видам спорта (г. Бари, Италия) завоевал золотую и две серебряные медали.
В 2009 и 2011 году он снова становится чемпионом мира в эстафете.

## Награды
20 декабря 2007 года Андрею Буракову было присвоено почетное спортивное звание «Заслуженный мастер спорта России».
21 декабря 2006 года награждён высшей наградой РОСТО - медалью «Первый трижды Герой Советского Союза Покрышкин А.И.».
Награждён юбилейной медалью «400 лет городу Томску», знаком  «Почётный член РОСТО».
В 2014 году был награждён медалью «За заслуги перед Томской областью».

## Вне спорта
Студент факультета иностранных языков ТГУ.